# Khandapada
Khandapada es una ciudad y comité de área notificada situada en el distrito de Nayagarh en el estado de Odisha (India). Su población es de 9038 habitantes (2011). Se encuentra a 75 km de Bhubaneswar y a 85 km de Cuttack.

## Demografía
Según el censo de 2011 la población de Khandapada era de 9038 habitantes, de los cuales 4703 eran hombres y 4335 eran mujeres. Khandapada tiene una tasa media de alfabetización del 88.74%, superior a la media estatal del 72,87%: la alfabetización masculina es del 94,69%, y la alfabetización femenina del 82,45%.